# Dammard
Dammard és un municipi francès situat al departament de l'Aisne i a la regió dels Alts de França. L'any 2007 tenia 419 habitants.

## Demografia

### Població
El 2007 la població de fet de Dammard era de 419 persones. Hi havia 148 famílies de les quals 24 eren unipersonals (8 homes vivint sols i 16 dones vivint soles), 48 parelles sense fills, 64 parelles amb fills i 12 famílies monoparentals amb fills.
La població ha evolucionat segons el següent gràfic:
Habitants censats

### Habitatges
El 2007 hi havia 168 habitatges, 154 eren l'habitatge principal de la família, 9 eren segones residències i 5 estaven desocupats. 165 eren cases i 2 eren apartaments. Dels 154 habitatges principals, 130 estaven ocupats pels seus propietaris, 22 estaven llogats i ocupats pels llogaters i 2 estaven cedits a títol gratuït; 5 tenien dues cambres, 8 en tenien tres, 55 en tenien quatre i 86 en tenien cinc o més. 108 habitatges disposaven pel capbaix d'una plaça de pàrquing. A 53 habitatges hi havia un automòbil i a 80 n'hi havia dos o més.

### Piràmide de població
La piràmide de població per edats i sexe el 2009 era:
| Homes | Edats   | Dones |
| ----- | ------- | ----- |
| 0     | 95 o +  | 0     |
| 0     | 90 a 94 | 0     |
| 0     | 85 a 89 | 4     |
| 4     | 80 a 84 | 4     |
| 0     | 75 a 79 | 0     |
| 4     | 70 a 74 | 4     |
| 24    | 65 a 69 | 16    |
| 4     | 60 a 64 | 8     |
| 8     | 55 a 59 | 12    |
| 4     | 50 a 54 | 16    |
| 24    | 45 a 49 | 8     |
| 24    | 40 a 44 | 16    |
| 12    | 35 a 39 | 20    |
| 20    | 30 a 34 | 20    |
| 24    | 25 a 29 | 8     |
| 20    | 20 a 24 | 20    |
| 8     | 15 a 19 | 4     |
| 24    | 10 a 14 | 24    |
| 8     | 5 a 9   | 20    |
| 8     | 0 a 4   | 20    |

## Economia
El 2007 la població en edat de treballar era de 260 persones, 188 eren actives i 72 eren inactives. De les 188 persones actives 171 estaven ocupades (99 homes i 72 dones) i 17 estaven aturades (8 homes i 9 dones). De les 72 persones inactives 32 estaven jubilades, 15 estaven estudiant i 25 estaven classificades com a «altres inactius».

### Ingressos
El 2009 a Dammard hi havia 157 unitats fiscals que integraven 425 persones, la mediana anual d'ingressos fiscals per persona era de 17.147 €.

### Activitats econòmiques
Dels 13 establiments que hi havia el 2007, 1 era d'una empresa de fabricació d'altres productes industrials, 1 d'una empresa de construcció, 4 d'empreses de comerç i reparació d'automòbils, 2 d'empreses de transport, 2 d'empreses immobiliàries i 3 d'empreses de serveis.
Dels 2 establiments de servei als particulars que hi havia el 2009, 1 era un paleta i 1 agència immobiliària.
L'any 2000 a Dammard hi havia 3 explotacions agrícoles que ocupaven un total de 675 hectàrees.

## Equipaments sanitaris i escolars
El 2009 hi havia una escola elemental integrada dins d'un grup escolar amb les comunes properes formant una escola dispersa.

## Poblacions més properes
El següent diagrama mostra les poblacions més properes.